# Windows Whistler
Windows Whistler — кодова назва операційної системи Windows XP, випущеної у 2001 році.

## Історія розвитку

### «Neptune та Odyssey»
Наприкінці 1990-х років початкова розробка того, що стане Windows XP, було зосереджено на двох окремих продуктах; «Одіссея», яка, як повідомляється, була призначена для наступного Windows 2000 і «Нептун», який, як повідомлялося, був орієнтованим на споживачів операційною системою, використовуючи архітектуру Windows NT, заступником Windows 98, заснованого на MS-DOS. На основі ядра NT 5.0 в Windows 2000, Neptune в першу чергу зосередився на запропоновані спрощеного інтерфейсу. Одній побудований Neptune, 5111, показав ранню роботу над концепцією центру діяльності, з оновленим інтерфейсом користувацького облікового запису та графічним екраном входу, загальними функціями (наприклад, недавно використовуваними програмами), доступними з налаштованої сторінки «Начальні місця» (які могли бути використані як окремо вікно або повна екранна заміна настільного столу). Пізніше було підтверджено, що Microsoft планує наступника Нептуна, відомий як Triton, хоча спочатку вважалося, що це сервісний пакет для Нептуну.
Проте проєкт виявився надто амбітним. Microsoft обговорювала план відстрочки Neptune на користь тимчасової ОС, відомої як «Asteroid», яка мала б бути оновленням до Windows 2000 (Windows NT 5.0) і мати версію, орієнтовану на споживача. На конференції WinHEC 7 квітня 1999 року Стів Баллмер оголосив про оновлену версію Windows 98, відому як Windows Millennium, порушивши обіцянку, дану генеральним директором Microsoft Біллом Гейтсом у 1998 році, що Windows 98 буде остаточною версією Windows, орієнтованою на споживачів. архітектура MS-DOS.

### «Whistler»
У січні 2000 року, незадовго до офіційного випуску Windows 2000, технологічний письменник Пол Терротт повідомив, що Microsoft відклала Neptune і Odyssey на користь нового продукту під кодовою назвою «Whistler». Мета Whistler полягала в тому, щоб об'єднати споживчу та бізнес-орієнтовану лінійку Windows на одній платформі. На WinHEC у квітні 2000 року Microsoft офіційно оголосила та представила ранню збірку Whistler.
У червні 2000 року Microsoft розпочала процес технічного бета-тестування. Очікувалося, що Whistler буде доступний у версіях «Personal», «Professional», «Server», «Advanced Server» і «Datacenter». На PDC 13 липня 2000 року Microsoft оголосила, що Whistler буде випущено в другій половині 2001 року, а також випустила першу попередню збірку, 2250. Зокрема, збірка представила ранню версію нової системи візуальних стилів разом із тимчасовою темою, відомою як «Професійна» (пізніше перейменовану на «Акварель»), і прихованою ранньою версією дизайну меню «Пуск» із двома стовпцями. Акварель ніколи не мала стати остаточною темою для Вістлера; Фактично, було заявлено, що Microsoft використовувала його як приманку, поки вони не були готові показати Luna. У збірці 2257 було офіційно представлено меню «Пуск» із двома стовпцями та додано ранню версію брандмауера Windows.